# SNRI
Serotonin- och noradrenalinåterupptagshämmare, SNRI är en typ av antidepressiva läkemedel som används som farmakologisk behandling vid måttliga till djupa depressionssjukdomar och relaterade tillstånd såsom svåra ångestbesvär m.m. i kombination med psykologisk behandling. Används även mot premenstruella besvär av svårare graden. En del SNRI-preparat används vid kronisk smärta som smärtsam diabetesneuropati.

## Verkningssätt
Till skillnad från SSRI som verkar specifikt på serotonin verkar SNRI både på serotonin- och noradrenalinnivåerna i hjärnan. Ofta har SNRI även ev svagt hämmande effekt på dopaminupptaget. Effekten är jämförbar med SSRI[källa behövs].
SNRI-preparatens verkan på noradrenalinnivåerna för i vissa fall med sig ett antal biverkningar liknande de från SSRI, bl.a. i form av viktökning eller snarare viktminskning. Samtidigt tenderar dock andra biverkningar - som nedsatt sexualfunktion - i gengäld att bli mindre drastiska i jämförelse med SSRI. SNRI kan i vissa fall till och med höja sexlusten. 
Med SNRI menas ofta de nyare preparat som hämmar återupptaget av såväl serotonin som noradrenalin i hjärnan. De äldre s.k. TCA- eller tricykliska antidepressiva påverkar som regel båda dessa signalsubstanser. De tre TCA som fortfarande finns inregistrerade är Saroten (amitriptylin) med ungefär lika stark verkan på serotonin och noradrenalin, Sensaval (nortriptylin) med starkast effekt på noradrenalin och Anafranil eller Klomipramin med huvudsaklig effekt på serotoninet. Ludiomil eller Maprotilin, som är en tetracyklisk antidepressiva som liknar TCA, verkar nästan enbart på noradrenalinet. TCA har dock som regel betydligt fler biverkningar (t.ex. antikolinerga) än de nyare SNRI-preparaten.
Det mänskliga serotonintransportproteinet (SERT) och norepinefrintransportproteinet (NET) är membrantransportprotein som ansvarar för återupptagandet av serotonin och noradrenalin från synaptiska klyftan tillbaka till den presynaptiska nervterminalen. Dubbel hämning av serotonin- och norepinefrinåterupptagning kan ge fördelar jämfört med andra antidepressiva läkemedel genom att behandla ett större antal symtom. De kan vara särskilt användbara vid samtidig kronisk eller neuropatisk smärta.
Under de senaste två decennierna har andra generationens antidepressiva ersatt första generationens antidepressiva medel, såsom  tricykliska antidepressiva (TCA) och monoaminoxidashämmare (MAOI), som de läkemedel som valts för behandling av MDD på grund av deras förbättrade tolerabilitet och säkerhetsprofil.
Läkemedel mot depression påverkar överföringen av serotonin, norepinefrin och dopamin. Äldre och mer selektiva antidepressiva medel som TCA och MAO-hämmare hämmar återupptag eller metabolism av noradrenalin och serotonin i hjärnan, vilket resulterar i högre koncentrationer av neurotransmittorer. Antidepressiva medel som har dubbla verkningsmekanismer hämmar återupptagning av både serotonin och norepinefrin och i vissa fall hämmar återupptagning av dopamin med svag effekt.
Antidepressiva läkemedel är selektivt baserade på neurotransmittorer som tros påverka depression. Läkemedel som selektivt blockerar återupptagning av serotonin och noradrenalin behandlar effektivt depression och tolereras bättre än TCA. TCA har omfattande effekter på olika neurotransmittorer receptorer, vilket leder till brist på tolerans och ökad risk för toxicitet.

## SNRI-läkemedel
I Sverige:
- Venlafaxin (Efexor, Efexor Depot)
- Duloxetin (Cymbalta)

I andra länder även:
- Milnacipran (Ixel)